# Abantiades albofasciatus
Abantiades albofasciatus är en fjärilsart som beskrevs av Swinhoe 1892. Abantiades albofasciatus ingår i släktet Abantiades och familjen rotfjärilar. Inga underarter finns listade i Catalogue of Life.